# Sarah Bannier
Sarah Bannier (Bussum, 30 september 1990) is een Nederlands actrice.
Ze studeerde aan de Amsterdamse Hogeschool voor de Kunsten, waar ze in 2013 afstudeerde.

## Biografie
Bannier begon haar carrière in de film Minoes waarin ze de rol van Bibi vertolkte. In Minoes speelde ze onder andere samen met Carice van Houten en Theo Maassen. Op haar achttiende werd zij aangenomen op de Amsterdamse Toneelschool en Kleinkunstacademie en in 2013 studeerde zij af.
In 2014 speelde ze in de televisieserie StartUp. In het theaterseizoen 2014-2015 speelde ze in de voorstelling De Zere Neus van Bergerac van het Ro Theater. In 2015 speelt ze Rommelpiet in het Sinterklaasjournaal. In 2016 speelt ze de rol van Mariken in de muziektheatervoorstelling Mariken, bij theatergroep Kwatta. In het Sinterklaasjournaal van 2016 speelt Bannier de rol van Pietje Puk, het kleinste maar tevens slimste pietje van allemaal.
Begin 2017 was Sarah te zien als de jonge Mieke in de VPRO Dramaserie De Maatschap, geïnspireerd op de familie Moszkowicz en geregisseerd door Michiel van Jaarsveld. Ook is zij te zien in de serie B.A.B.S., waarin zij de vaste rij-instructrice van Loek Nieuwenhaag (gespeeld door Diederik Ebbinge) speelt. In 2017 werd de Zilveren Notekraker aan haar toegekend. In de zomer van 2017 speelde ze op de Utrechtse Parade met Keetje. Daarnaast was ze in de zomer van 2018 te zien in de videoclip Lekker met de meiden van zangeres MEROL. In december 2024 was Bannier te zien als een van de hoofdrollen in de kerstmusical Het Meisje met de Zwavelstokjes van het Wilminktheater te Enschede, gebaseerd op een sprookje van de Deense schrijver Hans Christian Andersen. 

## Filmografie

### Film
- 2001: Minoes, als Bibi[5]
- 2004: Zoenen of schoppen, als Hannah
- 2010: Shocking Blue, als Femke
- 2014: Ik hartje oost
- 2015: Jip, als Jip
- 2020: Jackie en Oopjen, als Oopjen Coppit
- 2021: De dansende man, als vriendin
- 2022: Foodies, als vrijwilligster
- 2024: De Break-Up Club, als Lana
- 2024: De z van zus, als eindredacteur

### Televisie
- 2006-2008: Sprookjesboom, als Roodkapje (stemrol)
- 2008: Roes, als Britt
- 2013: Zusjes, als Lieke
- 2014: Moordvrouw, als Lisa Vermeer
- 2014: Divorce, als caissière supermarkt
- 2014: StartUp, als Sterre de Vries
- 2015-2016, 2018-2019: Sinterklaasjournaal, als Rommelpiet / Pietje Puk / Nieuwe Piet / Pietje
- 2016: Welkom in de jaren 60, als Julia
- 2016: De Maatschap, als jonge Mieke
- 2016: Lost in the Game, als Antoinette
- 2017: Jeuk, als Sarah
- 2017: B.A.B.S., als Barbara Koek
- 2018: De Luizenmoeder, als Bobbi
- 2018: Welkom in de 80-jarige Oorlog, als Charlotte de Bourbon / vechtersvrouw
- 2019: Drunk History: Bezopen verhalen, als Danny Cruijff
- 2020-2024: Nieuw zeer, als verschillende personages
- 2021-2024: Vlogmania, als Jaylinn van Kesteren
- 2022: AAP, als Jenny
- 2022-2024: Moedermaffia, als Roosje
- 2024: Welkom bij de Oranjes, als Eva
- 2024: Flikken Maastricht, als Maartje van de Wal
- 2025: Welkom in de jaren 70 en 80, als verschillende personages
- 2025: Oorlogsdetective: Schoppen vijf, als Bea
- 2025: Voetbalouders, seizoen 1; aflevering 5, als scheidsrechter

### Videoclip
- 2018: Lekker met de meiden, van MEROL